# فرودگاه تیلابری
فرودگاه تیلابری (به انگلیسی: Tillabery Airport) یک فرودگاه همگانی است. این فرودگاه در کشور نیجر قرار دارد.